# Hermo

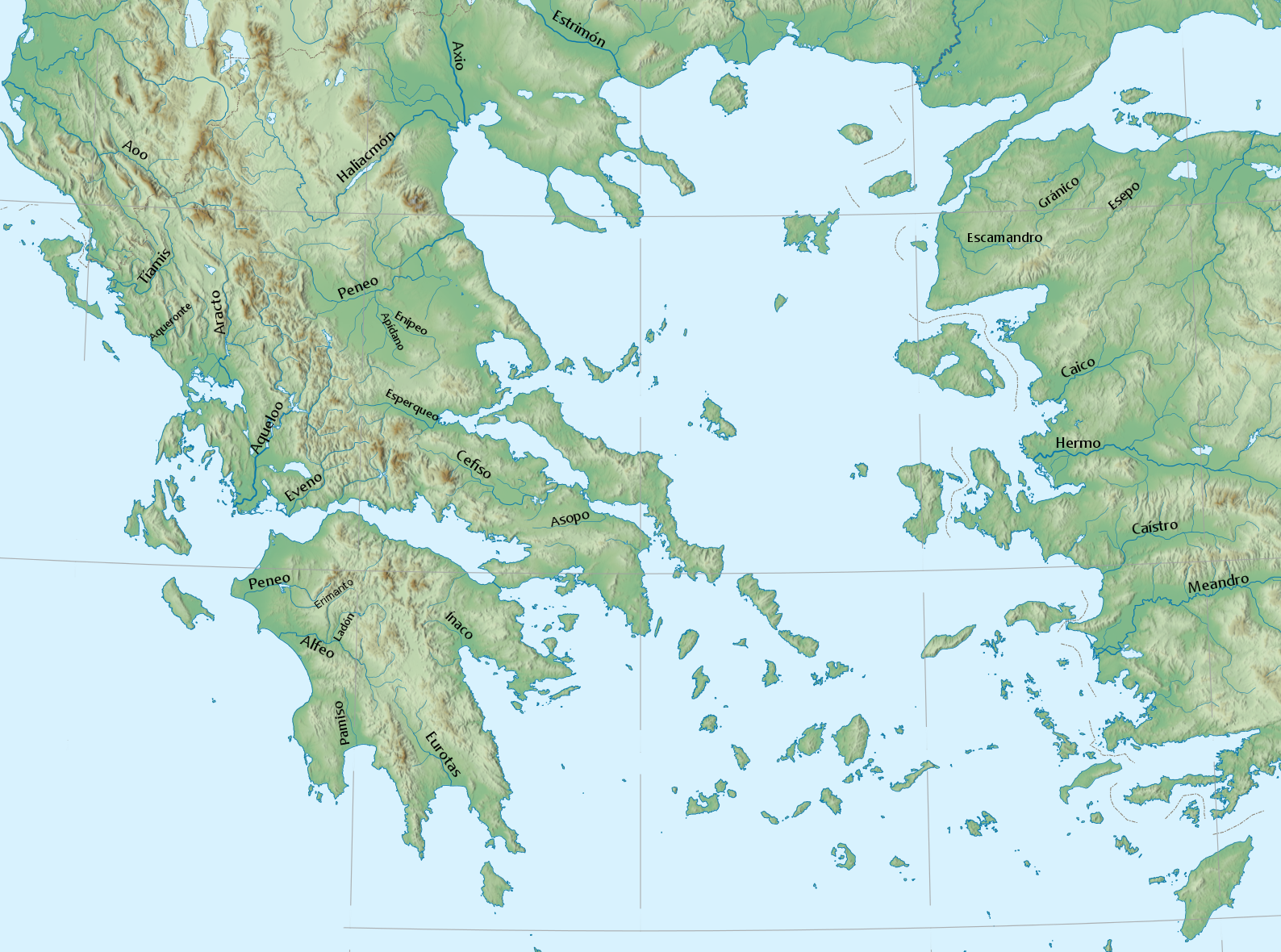
Mapa de los ríos de la Antigua Grecia y Anatolia. Hermo personificaba al río de su mismo nombre, que discurre por Anatolia, al sur del Caico, y desemboca en el mar Egeo.

En la mitología griega Hermo (griego antiguo Ἕρμος, latín Hermus) es el dios del río Hermo (actual Gediz), localizado en la región egea del Lidia (actual Turquía). Como la mayoría de dioses-río era hijo de Océano y Tetis. Era el padre de las ninfas lidias.
El río Hermo nacía en la región de Dindimene (Jonia), o según Plinio el Viejo cerca de Dorilea. Desaguaba en el golfo de Hermo o Hermius sinus, cerca de Leuce en tiempos de Estrabón (más tarde desembocaba más al sur). Cuando a Creso, rey de Lidia, el oráculo de Delfos le vaticinó que si cruzaba el río Halis se destruiría un gran reino, y fue el suyo a manos de Ciro el Grande, según relata Heródoto. Consultado por segunda vez, el oráculo le respondió lo siguiente:

Cuando un mulo se convierta en rey de los medos, entonces, lido de andar afeminado, allende el guijarro del Hermo huye, no te quedes ni te avergüences de ser cobarde
Diodoro Sículo, Biblioteca histórica ix.31.2

Según Estrabón, las ciudades de los eolios establecidos en Eólida estaban entre el Golfo Adramiteno y la desembocadura del Hermo. Se habían establecido como colonos en el territorio entre los ríos Hermo y Caico.
En la llanura del Hermo tuvo lugar una batalla entre el sátrapa Tisafernes y Agesilao II, rey espartano, donde este último venció a la caballería e infantería persas.
En sus aguas se criaban siluros, según refiere Pausanias.